# Elizabeth Harrower (scrittrice)
Elizabeth Harrower (Sydney, 8 febbraio 1928 – 7 luglio 2020) è stata una scrittrice e giornalista australiana.

## Biografia
Nata a Sydney nel 1928, dopo aver passato gran parte della giovinezza con la nonna materna si trasferì nel 1951 a Londra per poi tornare nella città natale nel 1959.
Dopo aver pubblicato il suo primo romanzo, Down in the City, nel 1957 lavorò presso l'Australian Broadcasting Corporation e come giornalista per il Sydney Morning Herald.
Nel 1958 diede alle stampe il romanzo The Long Prospect e due anni dopo The Catherine Wheel raggiungendo la popolarità nel 1966 con Gli sguardi addosso, romanzo di formazione con protagoniste due ragazze rimaste orfane di padre.
Nel 1971 completò il suo quinto romanzo, In Certain Circles, che, congelato in seguito alla morte della madre della scrittrice, verrà pubblicato soltanto nel 2014.
Autrice anche di una raccolta di racconti, A Few Days in the Country and Other Stories, nel 1996 fu insignita del Premio Patrick White.
È morta a 92 anni il 7 luglio 2020.

## Opere

### Romanzi
- Down in the City (1957)
- The Long Prospect (1958)
- The Catherine Wheel (1960)
- Gli sguardi addosso (The Watch Tower, 1966), Milano, Baldini & Castoldi, 2017 traduzione di Raffaella Patriarca ISBN 978-88-93880-37-4.
- In Certain Circles (2014)

### Raccolte di racconti
- A Few Days in the Country and Other Stories (2015)

## Premi e riconoscimenti
- Premio Patrick White: 1996
- Voss Literary Prize: 2015 vincitrice con In Certain Circles
- Steele Rudd Award: 2016 vincitrice con A Few Days in the Country and Other Stories